# Казин, Владимир Николаевич
Владимир Николаевич Казин (26 декабря 1885 [7 января 1886], Казань − после февраля 1916) − русский политический деятель, один из руководителей молодёжного крыла казанского правомонархического (черносотенного) движения, первый председатель «Казанского Гимнастического Кружка „Беркут“» (1908 − 1911 гг.), пропагандист спорта и «сокольства».

## Происхождение
Родился в семье потомственных дворян Николая Ниловича и Софии Петровны Казиных. Русский, православного вероисповедания.
Происходил из известного дворянского рода Казиных (в 1886 г. «сопричислен к роду отца своего в шестую часть дворянской родословной книги Казанской губернии»).
Являлся правнуком героя Отечественной войны 1812 г. и Заграничных походов русской армии Д. Н. Казина.
Сын прокурора (затем − председателя) Казанского окружного суда Николая Ниловича Казина (1856 − 1916), племянник земского деятеля, члена Государственной Думы четвёртого созыва от Казанской губернии (фракция правых) Ф. Н. Казина (1858 − 1915).

## Образование
Два с половиной года обучался в Екатеринбургской гимназии и пять с половиной лет в Императорской Казанской 1-й гимназии, где проявил отличное поведение и «достаточные» прилежание и любознательность. 4 (17) августа 1905 г., согласно прошению, он был принят в число студентов юридического факультета Императорского Казанского Университета (ИКУ).
При этом начало получения высшего образования пришлось на время, когда в университете происходили бурные революционно-либеральные волнения, вследствие чего занятий практически не велось. В этих условиях В. Н. Казин, тяготевший к военной службе, на следующий год поступил в Тверское кавалерийское училище, затребовал документы из ИКУ и был уволен из числа его студентов 29 июля (11 августа) 1906 г. Однако уже через несколько месяцев, по каким-то не афишировавшимся соображениям, он направил декану юридического факультета ИКУ прошение о восстановлении, которое было удовлетворено 27 октября (9 ноября) 1906 г.
Здесь он до 1910 г. прослушал «полный курс наук по юридическому факультету», окончив обучение в январе 1911 г., и будучи «за время своего образования в Университете» поведения «отличного».
При этом, как и многие правые студенты-юристы, поддерживал доверительные отношения с профессором В. Ф. Залеским и посещал его лекции по предметам «Энциклопедия права» и «История философии право», которые тот, из-за объявленного «прогрессивными» студентами бойкота (продолжавшегося с осени 1905 г. по 1908 г.), вынужден был читать у себя на дому. Сохранились также сведения, что В. Н. Казин предупреждал его о возможности физической расправы со стороны организаторов бойкота.

## Политическая и спортивно-популяризаторская деятельность
Неоднократно публиковался в газете «Казанский Телеграф», пропагандируя идеи монархизма, «сокольства» и всеславянского братства.
Среди прочих подписал «Воззвание Партии студентов-академистов» («Партии Академического Порядка»), опубликованное 9 (22) декабря 1906 г. в «Казанском Телеграфе».
В. Н. Казин, вместе со студентами ИКУ П. Я. Полетикой и Я. А. Чуклиным, выступил учредителем созданного в 1908 г. «Казанского Общества Русской Монархической Молодёжи» (КОРММ).
С созданием в ноябре 1908 г. при КОРММ «Казанского Гимнастического Кружка» (КГК) «Беркут», он был избран его первым председателем. Главным образом, благодаря ему КГК «Беркут», исповедовавший идеалы «сокольства», получил широкое развитие и известность (в том числе и за рубежом).
В числе прочих, В. Н. Казин выступал на Первом Волжско-Камском Областном патриотическом съезде, проходившем в Казани 21 − 25 ноября (4 − 8 декабря) 1908 г.
В своём выступлении он так, в изложении «Казанского Телеграфа», объяснил причины создания КГК «Беркут»:
Необходимость атлетического и гимнастического развития выразилась особенно ясно в 1905 году, когда вооружённые анархисты громили русских беззащитных людей.
Тогда ещё возникла мысль об учреждении кружка, где бы люди приучались к организованным действиям.
За образец настоящего кружка взято чешское общество «Сокол», существующее уже 60 лет и насчитывающее в своей среде 180000 членов.
Е[го] И[мператорское] В[ысочество] Великий Князь Константин Константинович всемилостивейшее разрешил о[бщест]ву пользоваться помещением манежа для упражнений и занятий.

«Общество вручает себя покровительству св[ятого] Равноапостольного кн[язя] Владимира; на него наша надежда!».
8 (21) октября 1911 г., «на заседании правления» КГК «Беркут» В. Н. Казин, в связи с отъездом из Казани, сложил свои председательские полномочия. Вместо него, на том же заседании, новым председателем кружка был избран Н. А. Александров.
10 (23) ноября 1911 г. в газете «Казанский Телеграф» за подписью «N.» была опубликована заметка «Проводы В. Н. Казина», в которой подводился своего рода итог первых лет существования кружка.
Особое внимание при этом уделялось заслугам самого первого председателя. В частности, отмечалось, что при ближайшем участии В. Н. Казина были выработаны «устав, правила и программа занятий», что он отдавал «любимому „Беркуту“ всё своё свободное время», создав «ныне такую прочную и сильную организацию» «без всяких средств, без какой-либо помощи извне, наоборот, преодолевая многие препятствия (как это ни кажется невероятно), лишь при сотрудничестве своих ближайших друзей».
Когда В. Н. Казин в последний раз прибыл на занятия кружка, его преемник Н. А. Александров, "от лица всего «Беркута», огласил специально подготовленный по сему случаю адрес. После этого под не смолкавшие крики «ура» «беркуты» «подняли на руки и долго качали своего первого председателя». В ответ растроганный В. Н. Казин поблагодарил "и своих ближайших сотрудников, и своих братьев «беркутов».

## Военная служба
Известно, что в дальнейшем В. Н. Казин вновь оказался в Казани. По состоянию на 23 февраля (7 марта) 1916 г., он являлся вольноопределяющимся 1-й батареи 2-й запасной артиллерийской бригады, располагавшейся в городе.
Дальнейшая судьба В. Н. Казина документально не прослеживается.